# 銀の木曜日

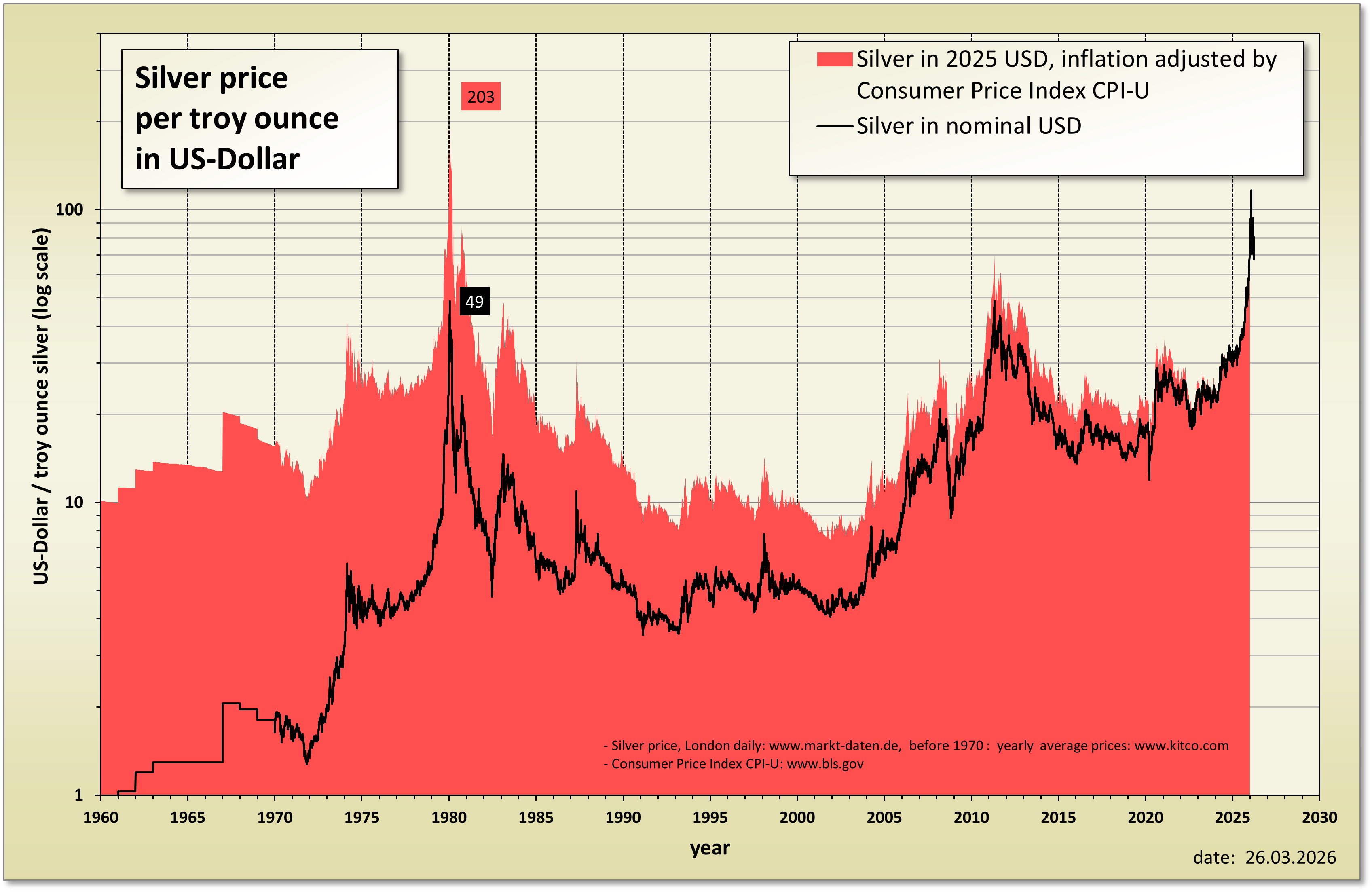
1960年から2020年の銀の価格推移（銀の木曜日事件は1980年3月27日）

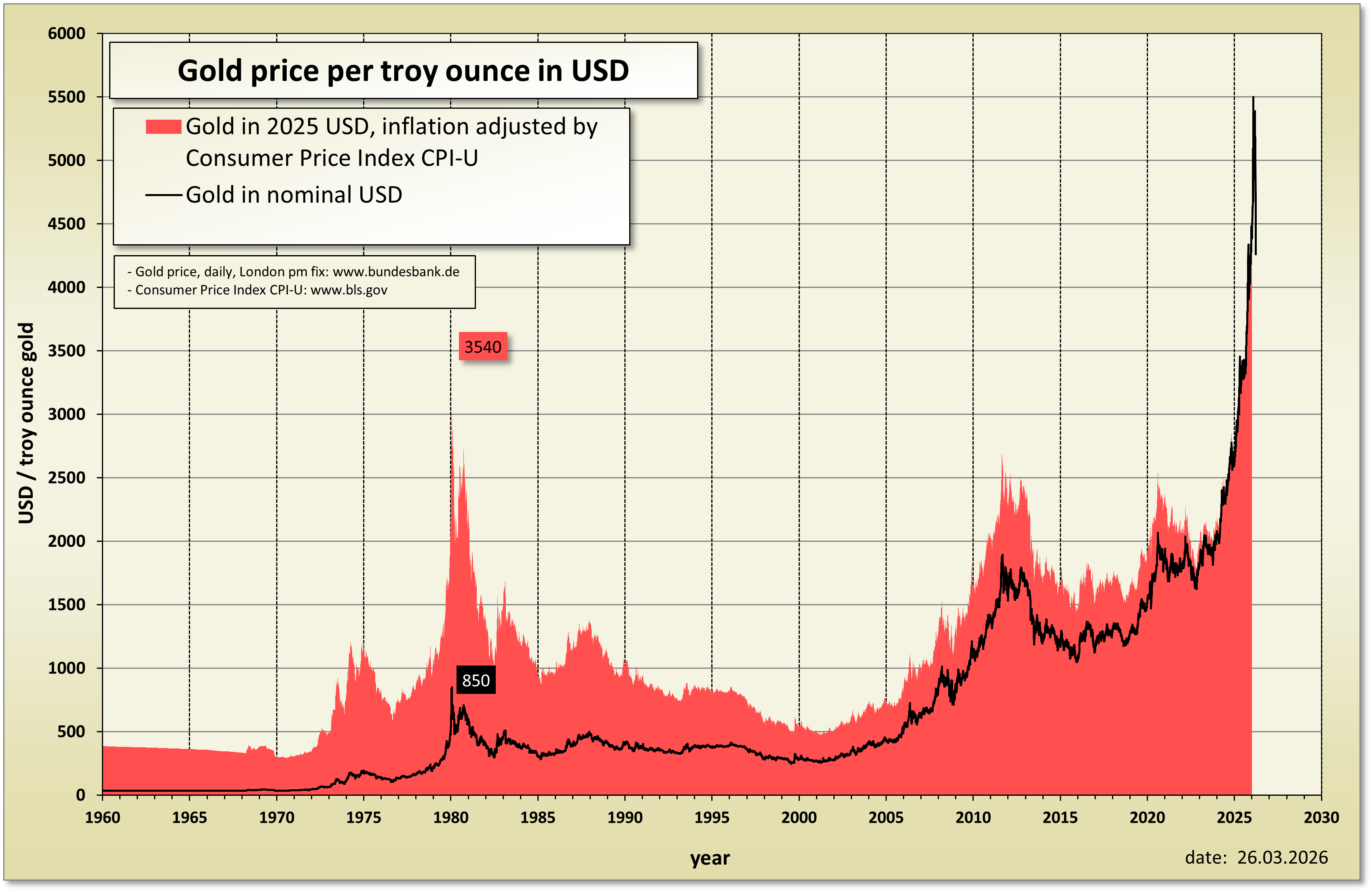
1960年から2020年の金の価格推移（銀の木曜日事件は1980年3月27日）

銀の木曜日（ぎんのもくようび）は、1980年3月27日（木曜日）の、ハント兄弟としても知られるネルソン・バンカー・ハント (Nelson Bunker Hunt)、ウィリアム・ハーバート・ハント (William Herbert Hunt)、ラマー・ハント (Lamar Hunt) らによる銀市場の買い占めと、それに続き米国の銀商品市場で発生した出来事を指す。その後の銀価格の急落は、商品取引市場と先物取引市場の混乱につながった。

## 背景
銀の市場価格は1979年1月1日のトロイオンスあたり6.08ドル（$0.195/g）から、1980年1月18日にはトロイオンスあたり49.45ドル（$1.590/g）まで急上昇し、上昇率は713%だった。また銀の先物市場はCOMEX市場最高のトロイオンスあたり50.35ドルを記録し、金と銀の価格比は1:17.0まで低下した。1979年後半の9カ月間で、兄弟は1億トロイオンスを超える銀と相当量の先物取引を保有していたと考えられている。
兄弟は世界の銀の供給量の三分の一を保有していたと推定されており、政府はこの量の銀は保有していなかった。他の銀購入希望者の状況は悲惨な物であり、1980年3月26日、宝石商のティファニーはニューヨークタイム紙の全面広告において「誰かが数億、そう数億ドルもの銀を買いだめし、他人が銀製の品を人為的な高値で買わねばならないよう価格を操作しているのは、不道徳である」と述べ、ハント兄弟を非難した。
1980年1月7日、ハント兄弟の買い集めに対応し、レバレッジに関する市場のルールが変更された。COMEXは"Silver Rule 7"を採択し、これは信用取引での商品の購入を大きく制限するものだった。ハント兄弟は多額の借金をして銀を購入していた。銀の価格が下落に転じると、わずか4日で50%にまで低下したため、兄弟は返済不可能に陥り、市場の混乱を引き起こした。

## 結末
ハント兄弟は証券会社Bache Halsey Stuart Shields（のちのPrudential-Bache SecuritiesとPrudential Securities）を含む複数のブローカーを通じて、先物取引に多額の投資をしていた。銀の価格が彼らの最低保証金を下回った時点で、1億ドルの追加保証金が要求された。ハント兄弟は要求に応えることができずに17億ドルの損失を被る可能性があり、商品取引と先物取引市場にひろく混乱が起こった。多くの政府関係者はハント兄弟が借金を返すことができずウォール街の大きな証券会社や銀行が潰れるのではないかと心配した。
事件の解決のため、米国の銀行団体は11億ドルの融資枠を兄弟に提供し、Bache社への支払いを可能にし、状況を乗り切ることができるようにした。のちに米国証券取引委員会(SEC)は兄弟がBache社の株式を6.5%保有していたにもかかわらず公開していなかったとして調査を開始した。

## 株式市場の反応
銀の木曜日はその年の株式市場の調整局面が終わりを示した日である。

## 影響
この事件においてハント兄弟は10億ドル以上を失ったが、一家の財産は守られた。兄弟はPlacid Oil社の株を含む財産の多くを担保に救済融資を受けた。しかし彼らの資産（主に石油、砂糖、不動産）の価値は1980年代の間徐々に減少し続け、彼らの推定純資産は1980年の5億ドルから、1988年には1億ドル以下にまで減少した。1982年、London Silver Fixは90%下落し、トロイオンス当たり4.90ドルになった。
1988年、兄弟は銀市場の買い占めの謀略に対する民事告訴を受け、その行為によって損失を被ったペルーの鉱業会社への1億3400万ドルの支払いを命じられた。これを受けて兄弟は破産を申告し、テキサスの歴史上最大級の破産となった。